# پیر شوالیه
پیر شوالیه (فرانسوی: Pierre Chevalier‎; زاده ۲۳ مارس ۱۹۱۵ – مرگ ۱۰ فوریهٔ ۲۰۰۵) کارگردان فیلم و فیلم‌نامه‌نویس اهل کشور فرانسه بود. فیلم‌های او شامل فیلم‌های رایج، اروتیک و پورنوگرافیک بود.